# Fäbodtjärn (gruva)
Fäbodtjärn är en svensk guldgruva strax sydväst om Vindelgransele i Lycksele kommun i Västerbotten. Den ligger strax öster om den lilla sjön Fäbodtjärnen, nära länsväg AC 1003 mellan länsväg AC363 i Vindelgransele och länsväg AC 1000 i Skoträsk.
Gruvan var, när den startade produktion i augusti 2024, den första nya gruvan i Sverige på tio år.
I Fäbodtjärn bryts guldförande malm under jord. Gruvan har utvecklats och drivs av Botnia Exploration. Malmen anrikas till doréguld vid Dragon Minings anrikningsverk i Svartliden i Pauträsk, omkring 90 kilometer från Fäbodtjärn.
Fäbodtjärn är en av två fyndigheter nära Vindelgransele, som Botnia Exploration fått bearbetningskoncession för. Den andra är Vargbäcken strax nordost om Vindelgransele, på östra sidan av Vindelälven.[källa behövs]
Gruvprojektet har fått kritik från bland annat Naturskyddsföreningen. Kritiken har huvudsakligen rört att ett av de största reproduktionsområdena för havslax finns i närheten, men även de risker för dricksvatten som gruvan utgör i området.